# Montguers
Montguers település Franciaországban, Drôme megyében. Lakosainak száma 44 fő (2022. január 1.). Montguers Montauban-sur-l’Ouvèze, Rioms, Roussieux és Saint-Auban-sur-l’Ouvèze községekkel határos.

## Népesség
A település népességének változása:
| Lakosok száma | 39   | 56   | 50   | 57   | 44   | 42   | 45   | 48   | 48   | 44   |
|               | 1968 | 1982 | 1990 | 2006 | 2013 | 2015 | 2017 | 2019 | 2020 | 2022 |